# Neostethus ctenophorus
Neostethus ctenophorus är en fiskart som först beskrevs av Aurich, 1937.  Neostethus ctenophorus ingår i släktet Neostethus och familjen Phallostethidae. Inga underarter finns listade i Catalogue of Life.